# MacKenzie Miller
Mackenzie Todd Miller (Versailles, Kentucky, 16 de outubro de 1921- 10 de dezembro de 2010) foi um proprietário, criador e treinador de cavalos de corrida norte-americano. Durante os seus 46 anos de carreira, ele condicionou setenta e dois cavalos vencedores, incluindo quatro campeões do Eclipse Award.